# Chirodactylus brachydactylus
Chirodactylus brachydactylus — вид окунеподібних риб родини Джакасові (Cheilodactylidae). Це морський, тропічний вид, що мешкає біля берегів Південної Африки від Намібії до Мозамбіку. Зустрічається на коралових рифах та скелястому дні на глибині до 240 м. Тіло завдовжки до 40 см. Живиться дрібними безхребетними.